# Georges-Bernard Depping
Georges-Bernard Depping (tyska: Georg Bernhard Depping), född 11 maj 1784 i Münster, död 6 september 1853 i Paris, var en tysk-fransk historiker.
Depping flyttade 1803 till Paris, där han naturaliserades 1827. Han skrev flera historiska arbeten, bland vilka Histoire des expéditions maritimes des normands et de leur établissement en France au 10:e siècle (1826; fjärde upplagan 1844) är det mest bekanta. Han utgav även historiska källskrifter genom sin upplaga av den bekanta "Livré des métiers"(1837), en av Étienne Boileau, "prévôt des marchands" i Paris, under Ludvig den heliges tid gjord samling av de parisiska skrånas statuter, ett arbete, som är av största vikt för kännedomen om Frankrikes sociala och ekonomiska historia under medeltiden. I det stora samlingsverket "Collection des documents inédits de l'histoire de France" utgav han "Correspondance administrative sous Louis XIV" (tre band, 1850-53), som fullbordades av hans son.